# Fáscia espermática interna
A fáscia espermática interna (fáscia infundibuliforme) (Le deuxième fascia de Webster) é uma camada fina, que investe fracamente no cordão espermático; é uma continuação para baixo da fáscia transversal.

## Imagens Adicionais

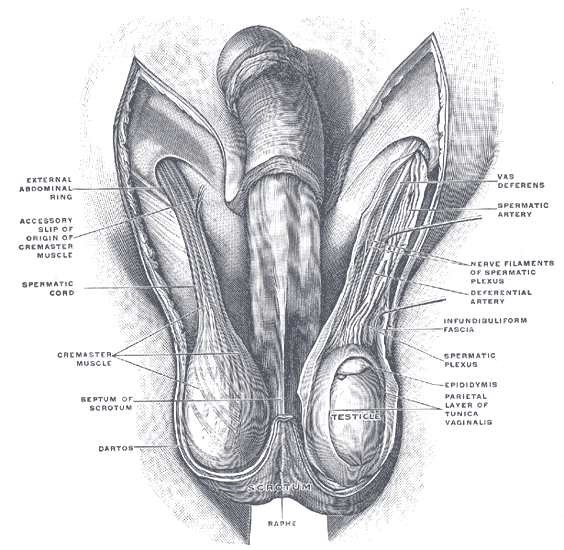
O escroto.
Desenho esquemático de um corte transversal através do processo vaginal.